# Hebbalalu, Magadi
Hebbalalu là một làng thuộc tehsil Magadi, huyện Ramanagara, bang Karnataka, Ấn Độ.